# Аспаш л'О
Аспаш л'О (фр. Aspach-le-Haut) насеље је и општина у источној Француској у региону Алзас, у департману Горња Рајна која припада префектури Тан.
По подацима из 2011. године у општини је живело 1.471 становника, а густина насељености је износила 169,28 становника/km². Општина се простире на површини од 0,86 km². Налази се на средњој надморској висини од 313 метара (максималној 402 m, а минималној 301 m).

## Демографија
| 1962. | 1968. | 1975. | 1982. | 1990. | 1999. | 2011. |
| ----- | ----- | ----- | ----- | ----- | ----- | ----- |
| 513   | 562   | 561   | 592   | 871   | 1.123 | 1.471 |

График промене броја становника у току последњих година